# Nikolaj Jakovenko
Nikolaj Ivanovič Jakovenko (rusky Николай Иванович Яковенко; 5. listopadu 1941 Ovoščesovchoz, Rostovská oblast – 22. prosince 2006 Moskva) byl sovětský zápasník, reprezentant v zápase řecko-římském. Je dvojnásobný stříbrný olympijský medailista, dvakrát vybojoval titul, jednou bronz na mistrovství světa a jedenkrát evropské zlato. Po skončení aktivní sportovní kariéry se věnoval trenérské práci. V letech 1973 až 1980 byl trenérem sovětské reprezentace, později trénoval na klubové úrovni nejprve v Rostovu nad Donem, později v CSKA Moskva.